# Harwood (Missouri)
Harwood é uma vila localizada no estado americano de Missouri, no Condado de Vernon.

## Demografia
Segundo o censo americano de 2000, a sua população era de 90 habitantes.
Em 2006, foi estimada uma população de 91, um aumento de 1 (1.1%).

## Geografia
De acordo com o United States Census Bureau tem uma área de
0,3 km², dos quais 0,3 km² cobertos por terra e 0,0 km² cobertos por água. Harwood localiza-se a aproximadamente 244 m acima do nível do mar.

## Localidades na vizinhança
O diagrama seguinte representa as localidades num raio de 24 km ao redor de Harwood.